# Christian Ferras
Christian Ferras (17. června 1933, Le Touquet - 14. září 1982, Paříž) byl francouzský houslista.

## Život
Ferras začal studovat hru na housle se svým otcem, který byl žákem Marcela Chailleyho. V roce 1941 vstoupil na Konzervatoř v Nice jako student Charlese Bistesiho a v roce 1943 získal první cenu. V roce 1944 odešel na Konzervatoř do Paříže. V roce 1946 vyhrál první cenu v obou disciplínách (housle a komorní hudba) a svoji kariéru začal s orchestrem Pasdeloup pod dirigentem Albertem Wolffem a později Paulem Parayem. Pracoval s rumunským houslistou a skladatelem Georgem Enescuem, který rovněž působil jako lektor. Ferras poprvé předvedl koncert Federica Elizaldeho pod vedením Gastona Pouleta, skupinu, který podepsala smlouvu s hudebním vydavatelstvím Decca.
V roce 1948 vyhrál Ferras první cenu na mezinárodní soutěži ve Scheveningenu; mezi porotci byl Yehudi Menuhin. 16. listopadu 1948 uvedl v Salle Gaveau sonátu pro sólové houslové od Arthura Honeggera. V roce 1948 vyhrál Ferras druhou cenu (první cena nebyla udělena) na mezinárodní soutěži v Long-Thibaud. Na této soutěži potkal Pierra Barbizeta, se kterým vytvořil jedno z nejslavnějších partnerství v historii spolupráce klavíru a houslí. V roce 1950 nahrál spolu s Jeanem-Pierrem Rampalem a Georgem Enescuem různá Bachova díla. V této době odstartovala jeho kariéra, když byl v roce 1951 pozván Karlem Böhmem, aby hrál s vídeňskými filharmoniky. Následně uspořádal několik koncertů mimo jiné v Japonsku a Jižní Americe.
V roce 1952 uvedl obě houslové sonáty Clauda Pascala a s Pierrem Barbizetem a Ivanem Semenoffem koncert pro dvoje housle. V roce 1954 nahrál s Carlem Schurichtem Brahmsův houslový koncert. Byla to jeho první nahrávka, o které se dá říct, že byla opravdovým úspěchem. V roce 1959 se z Ferrase stala skutečná osobnost: začal svoji kariéru v USA hrou Brahmsova houslového koncertu pod vedením Charlese Müncha; nahrál s Yehudi Menuhinem Bachův koncert pro dvoje housle; hrál na festivalu v Prades s Pablo Casalsem a Wilhelmem Kempffem; a poprvé uvedl houslový koncert Gyuly Banda. V roce 1960 uvedl poprvé houslový koncert Sergeho Nigga, který prý skladatel napsal "pro housle a ne bez houslí".
Ferras poté nahrával hodně s EMI, včetně
- Beethovenových sonát pro klavír a housle s Barbizetem (1958)
- Bergova komorního koncertu a jeho houslového koncertu, á la mémoire d'un ange („na památku anděla“)

V roce 1964 pokračoval v nahrávání Brahmova houslového koncertu s Herbertem von Karajan ve vydavatelství Deutsche Grammophon a poté houslových koncertů Sibelia, Čajkovského, Beethovena a Bacha, které patří k nahrávkám, za něž je nejvíce obdivován. Pokračoval v nahrávání s Deutsche Grammophon: s Barbizetem houslové sonáty Brahmsovy, Schumannovy, Franckovy a Lekeuovy; a také nahrál na disk s Jeanem-Claudem Ambrosinim u klavíru.
V roce 1975 byl Konzervatoří v Paříži oceněn uznáním pro své dílo a ze zdravotních důvodů ukončil pravidelná veřejná vystoupení. 9. března 1982 se s Alainem Lefévrem v Paříži vrátil ke hraní a poté ještě 6. května s Pierrem Barbizetem. Poslední koncert uspořádal ve Vichy 25. srpna 1982.
I přes nádhernou hudbu, kterou svým nástrojem produkoval, trpěl Christian Ferras vážnou celoživotně trvající depresí. Slavná kariéra tohoto významného houslisty skončila tragédií, když 14. září 1982 spáchal sebevraždu.